# Нижнее Мулебки
Нижнее Мулебки (дарг. УбяхI Мулибкӏи) — село в Сергокалинском районе Дагестана.
Образует Нижнемулебкинскую сельскую администрацию (включает села: Нижнее Мулебки, Айнурбимахи, Бахмахи, Бурхимахи, Уллукимахи, Цурмахи и Арачанамахи).
Статус центра сельсовета с 1921 года.

## География
Село расположено у подножия горы Къяба, у реки Хабкай, в 28 км к юго-западу от районного центра — села Сергокала.

## Население
| 1888 | 1895 | 1926 | 1939 | 1970 | 1989 | 2002 |
| ---- | ---- | ---- | ---- | ---- | ---- | ---- |
| 2445 | ↘632 | ↘563 | ↘490 | ↘387 | ↗410 | ↗666 |
| 2010 | 2021 |      |      |      |      |      |
| ↘442 | ↗488 |      |      |      |      |      |

## Известные уроженцы, жители
Директором Нижнемулебкинской средней школы работал Али Магомедович Багомедов.
Шах-Булат Молла — полный георгиевский кавалер. Знаком отличия Военного ордена Св. Георгия 4-й степени № 124196 был награжден всадник 4-й сотни 2-го Дагестанского конного полка Кавказской конной бригады Шахбулат Молла «за мужество и храбрость, оказанные им в боях с японцами под городом Мукденом» во время Русско-японской войны 1904–1905 гг. (РГИА. Ф. 496. Оп. 3. Д. 840. Л. 174).
Ш.Молла также был награжден Знаком отличия Военного ордена Св. Георгия 3-й степени для нехристиан № 555 и Георгиевскими крестами: 2-й степени № 5735 и 1-й степени № 5785.
«Урядник Шахбулат - 1 ст. № 5786.
1915 года 2 июля в бою у дер. Шупарки, будучи послан разведать расположение окопов противника, подобрался к самым проволочным заграждениям и точно выяснил расположение окопов и своевременно донес об этом».